# Palmares Catania
La Palmares Catania è stata una società di pallacanestro femminile di Catania.
Fondata nel 1966 come Gruppo Sportivo Liceo Cutelli, ha cambiato varie volte denominazione, mantenendo dal 1971 al 1997 quella di Polisportiv oka Catania. Rilevata da Fabio Ferlito, la società ha assunto la sua ultima denominazione e nel 2004, dopo due stagioni in Serie A2, è scomparsa, con la cessione del titolo sportivo al Basket Alcamo.
La stessa dirigenza è ripartita dalla società satellite A.P.D. Rainbow Catania, che nelle stagioni seguenti è stata la società più importante della provincia, arrivando al massimo a disputare la Poule Promozione in Serie B d'Eccellenza.

## Storia

### La Palmares
La Palmares Catania (che inizialmente giocava a Sant'Agata li Battiati) è partita dalla Serie B nel 2000, dopo la retrocessione della Kronos-Costa Catania dalla Serie A2. Già alla prima stagione, la squadra allenata da Gabriella Di Piazza, che poteva contare su Saška Aleksandrova (campionessa d'Italia con l'Isab Priolo), ha vinto il proprio girone ma non è riuscita a conquistare la promozione in A2 per la sconfitta nello spareggio contro Bari. Alla seconda stagione, la squadra del presidente Fabio Ferlito e allenata da Angelo Valerio, vince tutte le partite e viene promossa nella serie cadetta.
Alla prima stagione, nel 2002-03, la Palmares viene sponsorizzata dalla Reitrans. Dopo un avvio difficile, in cui l'allenatore Valerio viene esonerato e sostituito da Carlo Costa, la Reitrans si salva ai play-out contro Avellino e Alcamo. Nel 2003-04 viene chiamato Giuseppe Borzì in panchina, che porta la squadra ad un'altra salvezza dopo i play-out vinti contro Avellino. A fine stagione, per questioni economiche la squadra cede il titolo ad Alcamo e riparte dalla B2 grazie alla società satellite Rainbow.

### La Rainbow
Vinta agevolmente la quarta serie, nel 2005 la squadra si ripresenta in Serie B d'Eccellenza. Allenata ancora da Pippo Borzì, la Esso & Diesel Rainbow conquista subito i play-off ma viene battuta al primo turno dall'Aprile Augusta. Stessa sorte durante la stagione successiva, quando in panchina viene richiamata la Di Piazza: questa volta l'eliminazione avviene a causa della Basilia Potenza. Nel 2007-'08 
si qualifica per la Poule Promozione, ma conclude all'ultimo posto con una sola vittoria. Il presidente Ferlito rilancia nell'estate successiva, annunciando come obiettivo la promozione in Serie A2: dopo la qualificazione alla Poule Promozione, la squadra si è fermata ai play-off contro la Passalacqua Spedizioni Ragusa. La collaborazione con la Lazùr per un progetto comune si conclude con un'anonima Poule Retrocessione e la seguente rinuncia alla B d'Eccellenza.
Solo una stagione in quarta serie è necessaria per tornare in Serie B nazionale, anche grazie alla riforma che contempla sei promozioni dal girone siculo-calabro di B2.
Nel 2020, la società si ritira: per un anno è inserita nel progetto della Katàne Basket

## Cronistoria
| Cronistoria della Palmares e della Rainbow |
| --- |
| Polisportiva/Palmares - 1966 · fondazione del Gruppo Sportivo Liceo Cutelli. - 1966-1969 · attività giovanile. - 1969-1970 · 2ª in Promozione Sicilia Orientale, perde la finale spareggio. - 1970-1971 · 1ª nella prima fase, 3ª in Promozione Sicilia Orientale. - 1971-1972 · diventa Polisportiva Catania, 2ª in Promozione Sicilia Orientale. - 1972-1973 · 2ª in Promozione Sicilia Orientale. - 1973-1974 · 2ª in Promozione Sicilia Orientale, ammessa in Serie C. - 1974-1975 · 5ª in Serie C siciliana, 1ª nel Gruppo 2. - 1975-1976 · 2ª in Serie C siciliana, 4ª nel Gruppo 1, ammessa in Serie B. - 1976-1977 · 8ª in Serie B, 3ª nel Girone H di Poule B. - 1977-1978 · 7ª in Serie B, 4ª in Poule B, retrocessa in Serie C. - 1978-1979 · 2ª in Serie C, 5ª in Poule B. - 1979-1980 · 2ª in Serie C, 6ª in Poule B, ammessa in Serie B. - 1980-1981 · 8ª in Serie B, 1ª nel Girone V di Poule B. - 1981-1982 · 8ª in Serie B, 4ª nel Girone U di Poule B, retrocessa in Serie C. - 1982-1983 · 6ª in Serie C, 1ª in Poule Retrocessione. - 1983-1984 · 5ª in Serie C, 3ª in Poule Retrocessione. - 1984-1985 · 3ª nel Girone Q di Serie C, 8ª in Poule Promozione. - 1985-1986 · 10ª in Serie C. - 1986-1987 · 3ª nel Girone M di Serie C, finalista play-off. - 1987-1988 · 6ª nel Girone M di Serie C. - 1989-1990 · 6ª nel Girone M di Serie C. - 1990-1991 · 4ª nel Girone M di Serie C. - 1991-1992 · 6ª nel Girone L di Serie C. - 1992-1993 · 7ª nel Girone M di Serie C. - 1993-1994 · 7ª nel Girone M di Serie C, ammessa in Serie B. - 1994-1995 · 9ª nel Girone G di Serie B, 3ª in Poule Salvezza, retrocessa in Serie C. - 1995-1996 · 5ª nel girone siciliano orientale di Serie C. - 1996-1997 · 2ª nel girone siciliano orientale di Serie C, ripescata in Serie B. - 1997-1998 · diventa Palmares Catania, 5ª nel Girone M di Serie B, 7ª in Poule Salvezza, retrocessa in Serie C. - 1998-1999 · 3ª nel Girone Sicilia Orientale di Serie C. - 1999-2000 · 1ª nel Girone Sicilia Orientale di Serie C, vince i play-off, promossa in Serie B. - 2000-2001 · 1ª nel Girone F di Serie B, perde lo spareggio promozione. - 2001-2002 · 1ª nel Girone F di Serie B, promossa in Serie A2. - 2002-2003 · 10ª nel Girone Sud di Serie A2, salva ai play-out. - 2003-2004 · 11ª nel Girone Sud di Serie A2, salva ai play-out, cede il titolo sportivo ad Alcamo. Rainbow - 1996 · fondazione dell'Associazione Polisportiva Rainbow Catania. - 1996-1997 · 7ª nel Girone Sicilia Orientale di Serie C, ripescata in Serie B. - 1997-1998 · 8ª nel Girone M di Serie B, 6ª in Poule Salvezza. - 1998-1999 · 5ª nel Girone Q di Serie B, 4ª nel Girone B di Poule Salvezza. - 1999-2000 · 8ª nel Girone O di Serie B, 4ª in Poule Retrocessione Sicilia. - 2000-2001 · si ritira dal Girone F di Serie B. - 2001-2002 · attività giovanile. - 2002-2003 · 5ª nel Girone A di Serie C Sicilia, salva ai play-out. - 2003-2004 · 7ª nel Girone Sicilia Orientale di Serie C, ripescata in Serie B. - 2004-2005 · 1ª in Serie B2 Sicilia, vince i play-off, promossa in Serie B d'Eccellenza. - 2005-2006 · 6ª nel Girone D di Serie B d'Eccellenza, primo turno play-off. - 2006-2007 · 7ª nel Girone D di Serie B d'Eccellenza, quarti play-off. - 2007-2008 · 3ª nel Girone D2 di Serie B d'Eccellenza, 8ª in Poule Promozione. - 2008-2009 · 3ª nel Girone D2 di Serie B d'Eccellenza, 8ª in Poule Promozione, quarti play-off. - 2009-2010 · 6ª nel Girone D2 di Serie B d'Eccellenza, 2ª in Poule Retrocessione, rinuncia all'iscrizione. - 2010-2011 · 6ª nel Girone Sicilia-Calabria Serie B2. - 2011-2012 · 5ª nel Girone N di Serie B, 3ª nel girone N1 di ammissione al campionato di sviluppo. - 2012-2013 · 2ª nel Girone A di Serie B Sicilia, vince i play-off regionali, finalista play-off nazionali. - 2013-2014 · in seguito all'accordo con l'Olympia 68 Basketball, disputa la Serie A2 come Olympia Catania. 4ª in Serie B Sicilia, semifinalista play-off. - 2014-2015 · 1ª nel Girone Sicilia di Serie C, finalista play-off per l'A2. - 2015-2016 · 2ª nel Girone Sicilia-Calabria di Serie C, vince i play-off regionali, semifinalista play-off per l'A2. - 2016-2017 · 2ª nel Girone Sicilia-Calabria di Serie B, vince i play-off regionali, eliminata ai quarti play-off per l'A2. - 2017-2018 · 1ª nel Girone Sicilia-Calabria di Serie B, semifinalista play-off. - 2018-2019 · 2ª nel Girone Sicilia-Calabria di Serie B, finalista play-off regionali, semifinalista play-off nazionali. - 2019-2020 · 1ª nel Girone Sicilia-Calabria di Serie B. Non si iscrive alla stagione seguente. |